# Too Young
Too Young è un singolo del rapper statunitense Post Malone, pubblicato il 9 ottobre 2015 come secondo estratto dal primo album in studio Stoney.

## Video musicale
Il video musicale, reso disponibile il 22 ottobre 2015, è stato diretto da John Rawlins.

## Tracce
Testi e musiche di Austin Post, Michael Hernandez e Justin Mosely.
1. Too Young – 3:57

## Formazione
- Post Malone – voce
- Justin Mosely – strumentazione, programmazione
- The Mekanics – strumentazione, programmazione
- Foreign Teck – produzione
- Manny Marroquin – missaggio
- Big Bass Brian – mastering